# Song Jiayuan
Song Jiayuan (宋佳媛S; Shanghai, 15 settembre 1997) è una pesista cinese.

## Progressione

### Getto del peso
| Stagione | Misura  | Luogo     | Data       | Rank. Mond. |
| -------- | ------- | --------- | ---------- | ----------- |
| 2024     | 19,83 m | Suzhou    | 28-4-2024  |             |
| 2023     | 19,47 m | Chengdu   | 8-4-2023   |             |
| 2022     | 20,38 m | Shanghai  | 16-6-2022  |             |
| 2021     | 19,76 m | Sian      | 20-9-2021  |             |
| 2020     | 18,20 m | Shanghai  | 8-8-2020   |             |
| 2019     | 18,32 m | Chengdu   | 4-4-2019   |             |
| 2018     | 17,68 m | Guangzhou | 30-12-2018 |             |
| 2017     | 17,93 m | Tianjin   | 6-9-2017   |             |
| 2016     | 17,56 m | Tianjin   | 17-9-2016  |             |
| 2015     | 15,45 m | Suzhou    | 25-5-2015  |             |
| 2014     | 14,44 m | Suzhou    | 12-10-2014 |             |

## Palmarès
| Anno | Manifestazione      | Sede      | Evento         | Risultato | Prestazione | Note                          |
| ---- | ------------------- | --------- | -------------- | --------- | ----------- | ----------------------------- |
| 2016 | Mondiali U20        | Bydgoszcz | Getto del peso | Argento   | 16,36 m     | Miglior prestazione personale |
| 2019 | Campionati asiatici | Doha      | Getto del peso | Bronzo    | 17,70 m     |                               |
| 2019 | Universiadi         | Napoli    | Getto del peso | 8ª        | 16,92 m     |                               |
| 2019 | Mondiali            | Doha      | Getto del peso | 23ª (q)   | 17,24 m     | [ 1 ]                         |
| 2021 | Olimpiade           | Tokyo     | Getto del peso | 6ª        | 19,14 m     |                               |
| 2022 | Mondiali            | Eugene    | Getto del peso | 6ª        | 19,57 m     | [ 2 ]                         |
| 2023 | Campionati asiatici | Bangkok   | Getto del peso | Oro       | 18,88 m     | [ 3 ]                         |
| 2023 | Giochi universitari | Chengdu   | Getto del peso | Oro       | 18,56 m     |                               |
| 2023 | Mondiali            | Budapest  | Getto del peso | 11ª       | 18,90 m     | [ 2 ]                         |
| 2023 | Giochi asiatici     | Hangzhou  | Getto del peso | Argento   | 18,92 m     | [ 4 ]                         |
| 2024 | Giochi olimpici     | Parigi    | Getto del peso | Bronzo    | 19,32 m     |                               |

## Altre competizioni internazionali
2024
- Bronzo al Shanghai Diamond League ( Suzhou), Getto del peso - 19,83 m